# Bengt Delefors
Erik Bengt Torgny Delefors, född 17 mars 1917 i Gesäters socken, död 25 april 1996, var en svensk konstnär.
Delefors studerade vid Konstgillets målarskola i Borås 1943-1947, Valands konstskola 1948 och för André Lhote i Paris 1949-1953, Académie de la Grand Chaumière i Paris 1950, Emaljteknik vid Gustavsbergs fabriker 1967. Tillsammans med Georg Andersson ställde han ut på Borås konstgalleri 1950 och senare samma år ställde han ut tillsammans med Nini Landgren och Stig Delang i Vänersborg, tillsammans med Greta Ehrnberg på Lorensbergs konstsalong 1963 och samlingsutställningar på Liljevalchs konsthall. Sin första separatutställning hade han 1951 på Lilla Galleriet i Stockholm.
Han tilldelades Franska statens kulturstipendium 1952, Göteborgs stads kulturstipendium 1975, samt Statligt Arbetsstipendium 1976 och 1980.
Hans konst består av ett uttrycksfullt figurmåleri, intensiva stilleben och interiörer.
Delefors är representerad vid Moderna museet , Göteborgs konstmuseum, Borås konstmuseum, Statens konstråd och i ett flertal kommuner och landsting.